# Špacír
Špacír – 100 km  / 24 h je recesistický dálkový pochod v Beskydech a Javornících, při kterém se nejvýše 250 účastníků snaží zdolat trasu dlouhou 100 km v časovém limitu 24 hodin. Akce se koná od roku 2000, a to obvykle první víkend května. Jeho pořadatelem je nezapsaný spolek Kdobytochodilmyne n. s.

## Trasa Špacíru
Pochod startuje na Vsetíně, konkrétně o půlnoci z pátku na sobotu. Trasa vede okolo údolí Vsetínské Bečvy a končí opět na Vsetíně. Účastník, který celou trasu zdolá v časovém limitu, získává na dobu jednoho roku titul Valašský lezúň (v opačném případě pak titul Šmatlavý plazúň).

## Charakteristika Špacíru
Špacír klade důraz na nesoutěžní charakter. Na trase nejsou žádné kontroly, vítězové nezískávají žádné ceny, před startem pochodu se koná recesisticky laděný brífink. Od roku 2015 mívají jednotlivé ročníky Špacíru zastřešující téma:
- 2015: Prvomájový Špacír[5]
- 2016: Čarodějnický Špacír[6]
- 2017: Volební Špacír[7]
- 2018: Ezoterický Špacír[8]
- 2019: Špacír – nejdelší večírek[9]
- 2021: Komerční Špacír[10]
- 2022: Čestný Špacír[11]
- 2023: Špacír Leoše Janáčka[12]
- 2024: DiscoŠpacír[13]
- 2025: Špacír jedna báseň[14]

## Stopy Špacíru
V roce 2022 vydal Špacír komiks Rychlé šípy špacírují, jehož existenci posvětila také Nadace Jaroslava Foglara.
V roce 2025, po úspěšné kampani na portálu Hithit, vydal Špacír sbírku básní Jedna báseň. Její vznik podpořil vydáním stejnojmenného hudebního soundtracku.